# Astrostole rodolphi
Astrostole rodolphi är en sjöstjärneart som först beskrevs av Perrier 1875.  Astrostole rodolphi ingår i släktet Astrostole och familjen trollsjöstjärnor.
Artens utbredningsområde är havet kring Nya Zeeland. Inga underarter finns listade i Catalogue of Life.